# Dê Changthangi
Dê Changthangi, còn gọi là Dê Changra hoặc Dê Pashmina, là một giống dê sinh sống ở cao nguyên ở Tây Tạng, Nepal và các khu vực lân cận của Ladakh ở Jammu và Kashmir, Ấn Độ. Chúng được nuôi với mục đích lấy len cashmere siêu mịn (được gọi là pashmina khi dệt) nhưng cũng được nuôi với mục đích lấy thịt dê trong quá khứ. Dòng giống dê này có nguồn gốc từ dê nhà Capra hircus hoặc Dê Cashmere, sở hữu một lớp lông dày và ấm, là nguồn gốc của len Kashmir Pashmina - loại cashmere tốt nhất thế giới với số đo nằm trong khoảng từ 12 đến 15 micron về độ dày sợi. Những con dê này thường được thuần hóa và được nuôi dưỡng bởi các cộng đồng du mục được gọi là Changpa trong vùng Changthang của Greater Ladakh. Cộng đồng Changpa là một giáo phái của cộng đồng Phật giáo Drokpa lớn hơn ở bang Jammu & Kashmir thuộc miền bắc Ấn Độ.
Giống dê này sống nhờ cỏ ở Ladakh, nơi nhiệt độ có thể giảm xuống đến -20 °C (−4,00 °F). Những con dê giống này cung cấp len tạo nên khăn choàng Pashmina nổi tiếng của Kashmir. Khăn choàng làm từ lông Pashmina được đánh giá là có chất lượng rất tốt và được xuất khẩu trên toàn thế giới. Những con dê Changthangi này đã góp phần hồi sinh nền kinh tế nghèo nàn của Changthang, Leh và Ladakh.Dê Noori, loài dê Pashmina vô tính đầu tiên trên thế giới, được nhân bản tại Khoa Khoa học Thú y và Chăn nuôi của Đại học Khoa học Nông nghiệp và Công nghệ Kashmir (SKUAST) ở Shuhama, 25 km về phía đông Srinagar vào ngày 15 tháng 3 năm 2012.